# 須磨ノ富士茂雄
須磨ノ富士 茂雄（すまのふじ しげお、1977年12月21日 - ）は、神戸市須磨区出身で中村部屋所属の元大相撲力士。四股名はこの出身地にあやかったもの。本名は足立 茂雄（あだち しげお）。身長176cm、体重150kg。血液型A型。最高位は西十両9枚目（2004年5月場所、2007年1月場所）。

## 来歴
神戸市立太田中学校時代は柔道部に所属。しかし、体が大きかったこともあり相撲も取らされ、兵庫県大会に出場し上位入賞するなど活躍した。中学卒業と同時に中村部屋に入門し、1993年3月場所に初土俵を踏んだ。同期生には北勝力や若兎馬、皇牙、旭南海などがいる。
三段目まで順調に番付を上げ、初土俵から4年半で幕下に昇進した。しかし幕下に昇進してからは三段目との往復が続き苦労した時期があった。2000年になってようやく幕下に定着。同年9月場所には幕下優勝を果たし、幕下上位まで番付を上げた。一度は跳ね返されたが、2001年3月場所に東幕下2枚目の地位で5勝2敗と勝ち越し、翌5月場所には十両に昇進した。立合いからの徹底した突き押し相撲で期待されたが、その場所は6勝9敗と負け越して1場所で幕下に陥落した。
2002年1月場所に再十両を果たすものの、十両の壁は厚く、相手に引かれてばったりと落ちる相撲が目立ち、同年5月場所まで3場所連続で負け越して9月場所では幕下に陥落した。2004年1月場所に4回目の十両昇進を果たし、8勝7敗と関取として初の勝ち越しを決め、翌3月場所でも8勝7敗と2場所連続となる勝ち越しを果たした。翌5月場所では自己最高位となる西十両9枚目まで番付を上げたが、その場所から3場所連続で負け越してしまい、同年11月場所に幕下へ陥落した。2002年1月場所や2006年3月場所では7勝8敗と負け越したのに翌場所の番付が据え置き、2005年5月場所では下に2枚半しかない東十両12枚目の地位で5勝10敗と大敗しながらも十両に昇進する力士の数との兼ね合いで幕下陥落を免れるなど番付運にも相当に恵まれたが、それでも十両に定着するまでには至らなかった。十両での不安定な相撲とは対照的に幕下上位では安定した強さを見せて、十両から陥落してもすぐに復帰することを繰り返し、その起伏の激しさが注目を集めるようになった。
2006年1月場所には、年6場所制となった1958年以降では最多となる7回目の十両昇進を果たしたが、同年5月場所は西十両13枚目で6勝9敗に終わり、7回目の幕下陥落となった。しかし翌7月場所は絶好調で5勝2敗と勝ち越し、翌9月場所で8回目の十両昇進を果たし、十両昇進回数の史上最多記録を更新した。その9月場所は8勝7敗と2004年3月場所以来となる十両での勝ち越しを決め、翌11月場所は9勝6敗と十両で最多の勝ち星を挙げると共に、2場所連続で勝ち越しを決めたものの、続く2007年1月場所で顔面を負傷して途中休場を余儀なくされ、8回目の幕下陥落となった。幕下に落ちるとまるで人が変わったかのような勝ちっぷりを見せることから、今後も自己の十両昇進回数の記録を更新する可能性は大きいと思われていたが、幕下陥落以後の2場所では全く精彩を欠き、2007年5月場所限りで現役引退を表明、2007年7月4日付で引退した。
現役中の2005年に高校卒業資格を得るために日本航空高等学校通信制課程に入学し、2008年3月に卒業した。引退後は料理人の道へと進み、2009年12月に東京都葛飾区新小岩に自身の店「力士料理 すま」を開店した。

## エピソード
- 須磨ノ富士と同じ部屋から一緒に初土俵を踏んだ元序二段和歌桜は、現在のお笑いトリオ・安田大サーカスのHIROである。

## 主な成績
- 通算成績：370勝363敗15休  勝率.505
- 十両成績：112勝165敗8休  勝率.404
- 現役在位：86場所
- 十両在位：19場所
- 十両昇進回数：8回（当時史上最多、後に希善龍が更新）
- 各段優勝
  - 幕下優勝：1回（2000年9月場所）

### 場所別成績
| | 一月場所 初場所（東京） | 三月場所 春場所（大阪） | 五月場所 夏場所（東京） | 七月場所 名古屋場所（愛知） | 九月場所 秋場所（東京） | 十一月場所 九州場所（福岡） |
| --- | ----------------------- | ----------------------- | ----------------------- | --------------------------- | ----------------------- | --------------------------- |
| 1993年 （平成5年） | x                       | （前相撲）              | 西序ノ口26枚目 5–2      | 東序二段156枚目 3–4         | 西序二段177枚目 7–0     | 東三段目99枚目 2–5          |
| 1994年 （平成6年） | 東序二段24枚目 4–3      | 東序二段4枚目 2–5       | 西序二段35枚目 3–4      | 東序二段56枚目 4–3          | 東序二段32枚目 3–4      | 西序二段50枚目 4–3          |
| 1995年 （平成7年） | 西序二段28枚目 4–3      | 東序二段11枚目 4–3      | 西三段目90枚目 6–1      | 東三段目36枚目 2–5          | 西三段目67枚目 3–4      | 西三段目84枚目 5–2          |
| 1996年 （平成8年） | 東三段目45枚目 5–2      | 西三段目19枚目 0–7      | 西三段目64枚目 5–2      | 東三段目29枚目 3–4          | 東三段目44枚目 4–3      | 西三段目29枚目 1–6          |
| 1997年 （平成9年） | 東三段目66枚目 4–3      | 東三段目49枚目 4–3      | 西三段目34枚目 5–2      | 西三段目5枚目 2–5           | 東三段目35枚目 6–1      | 東幕下55枚目 4–3            |
| 1998年 （平成10年） | 西幕下45枚目 3–4        | 東幕下57枚目 2–5        | 西三段目18枚目 3–4      | 西三段目32枚目 5–2          | 東三段目9枚目 5–2       | 西幕下49枚目 6–1            |
| 1999年 （平成11年） | 西幕下23枚目 3–4        | 東幕下32枚目 4–3        | 西幕下23枚目 3–4        | 東幕下30枚目 3–4            | 東幕下36枚目 休場 0–0–7 | 東三段目16枚目 5–2          |
| 2000年 （平成12年） | 西幕下55枚目 4–3        | 西幕下46枚目 4–3        | 西幕下39枚目 4–3        | 東幕下33枚目 5–2            | 西幕下20枚目 優勝 7–0   | 東幕下2枚目 3–4             |
| 2001年 （平成13年） | 東幕下8枚目 5–2         | 西幕下2枚目 5–2         | 西十両10枚目 6–9        | 東幕下筆頭 3–5              | 東幕下7枚目 5–2         | 東幕下2枚目 5–2             |
| 2002年 （平成14年） | 西十両11枚目 7–8        | 西十両11枚目 6–9        | 東十両13枚目 6–9        | 西幕下筆頭 3–4              | 東幕下5枚目 3–4         | 西幕下10枚目 4–3            |
| 2003年 （平成15年） | 東幕下7枚目 6–1         | 西幕下2枚目 4–3         | 東十両13枚目 3–12       | 東幕下8枚目 5–2             | 西幕下2枚目 3–4         | 西幕下7枚目 4–3             |
| 2004年 （平成16年） | 東十両14枚目 8–7        | 西十両10枚目 8–7        | 西十両9枚目 6–9         | 西十両11枚目 7–8            | 東十両12枚目 5–10       | 東幕下3枚目 5–2             |
| 2005年 （平成17年） | 西十両12枚目 3–12       | 東幕下5枚目 6–1         | 東十両12枚目 5–10       | 西十両14枚目 4–11           | 西幕下7枚目 4–3         | 西幕下5枚目 6–1             |
| 2006年 （平成18年） | 西十両11枚目 6–9        | 西十両13枚目 7–8        | 西十両13枚目 6–9        | 西幕下3枚目 5–2             | 西十両14枚目 8–7        | 東十両13枚目 9–6            |
| 2007年 （平成19年） | 西十両9枚目 2–5–8       | 東幕下6枚目 3–4         | 東幕下10枚目 1–6        | 西幕下29枚目 引退 0–0–0     | x                       | x                           |
| 各欄の数字は、「勝ち-負け-休場」を示す。 優勝 引退 休場 十両 幕下 三賞：敢=敢闘賞、殊=殊勲賞、技=技能賞 その他：★=金星 番付階級：幕内 - 十両 - 幕下 - 三段目 - 序二段 - 序ノ口 幕内序列：横綱 - 大関 - 関脇 - 小結 - 前頭（「#数字」は各位内の序列） |                         |                         |                         |                             |                         |                             |

## 改名歴
- 足立 茂雄（あだち しげお）1993年3月場所
- 足立富士 茂雄（あだちふじ - ）1993年5月場所
- 須磨ノ富士 茂雄（すまのふじ - ）1993年7月場所 - 2007年7月場所